# Keiichiro Toyama
Keiichirō Toyama (外山 圭一郎, Toyama Keiichirō) é um diretor e projetista de jogos japonês. Criou as séries de jogos de terror Silent Hill e Siren, e mais tarde Gravity Rush, de ação e aventura. Em Siren, trabalhou como diretor do jogo, fazendo até a voz de um dos personagens, além de escrever o roteiro dos três jogos da série, junto com alguns antigos membros da Team Silent, desenvolvedora original de Silent Hill. Também dirigiu e roteirizou o primeiro Silent Hill, fazendo inclusive as animações de background.

## Biografia
Na Konami, ele dirigiu o primeiro Silent Hill em 1999 para o primeiro PlayStation, que se tornou um sucesso no gênero survival horror. Silent Hill também pertence ao gênero conhecido hoje como terror psicológico, que também aplica-se ao outro projeto de Toyama, chamado Siren. Silent Hill já lançou cinco títulos principais, sendo um deles uma prequela à série e um sexto em fase de produção, do qual Toyama não participa mais.
Keiichiro Toyama, em seguida começou a trabalhar diretamente dentro da Sony Japan, onde ele criou o jogo Siren em 2003, exclusivamente para o PlayStation 2. Esta série, inclui uma visão única em jogos de terror chamada sightjack, no qual o jogador pode ver pelos olhos de outra pessoa, sendo ela um companheiro ou um inimigo. A história passa-se em uma ilha japonesa chamada Hanuda, que, por riqueza de detalhes, às vezes o PlayStation 2 sofre de queda de quadros por segundo. A originalidade e o uso da inteligência, foram fatores que atraíram muitos jogadores a esta nova forma de terror. O jogo foi um sucesso crítico, mas a sua extrema dificuldade desencorajou muitos jogadores.
Em 2006, Toyama dirigiu Siren 2, que corrigiu as falhas de seu jogo anterior, abaixando a dificuldade para prevalecer a diversão e o medo. Em 2008, Keiichiro Toyama trabalhou no lançamento do jogo Siren: Blood Curse, exclusivo para o PlayStation 3 em 24 de Julho de 2008, data de lançamento do jogo no Japão.
Toyama então trabalhou no jogo de PlayStation Vita, Gravity Rush, lançado em 2012. O jogo mais recente de Toyama, Gravity Rush 2, foi lançado em 19 de janeiro de 2017 no Japão.
Em 2020 Keiichiro Toyama deixa o Sony Japan Studio e funda junto com Kazunobu Sato e Junya Okura um novo estúdio chamado Bokeh Game Studio. Quando perguntado qual seria seu primeiro trabalho no novo estúdio ele respondeu que seria um jogo de horror inspirado nos filmes dos diretores Wong Kar-wai e Fruit Chan. O jogo seria anunciado oficialmente no The Game Awards de 2021 e será chamado Slitterhead.

## Trabalhos
| Videojogo                   | Data de lançamento | Função                                                   |
| --------------------------- | ------------------ | -------------------------------------------------------- |
| Snatcher                    | 1994               | Desenhista gráfico                                       |
| International Track & Field | 1996               | Desenhista de personagem                                 |
| Silent Hill                 | 1999               | Diretor, roteirista, desenhista de background            |
| Siren                       | 2003               | Diretor, roteirista                                      |
| Siren 2                     | 2006               | Diretor, projetista, roteirista                          |
| Siren: Blood Curse          | 2008               | Diretor, projetista, roteirista                          |
| Gravity Rush                | 2012               | Diretor, projetista, conceito original, história inicial |
| Gravity Rush Remastered     | 2015               | Diretor, projetista, conceito original, história inicial |
| Gravity Rush 2              | 2017               | Diretor, projetista                                      |
| Slitterhead                 | TBA                | Diretor                                                  |